# باغبانی پایدار

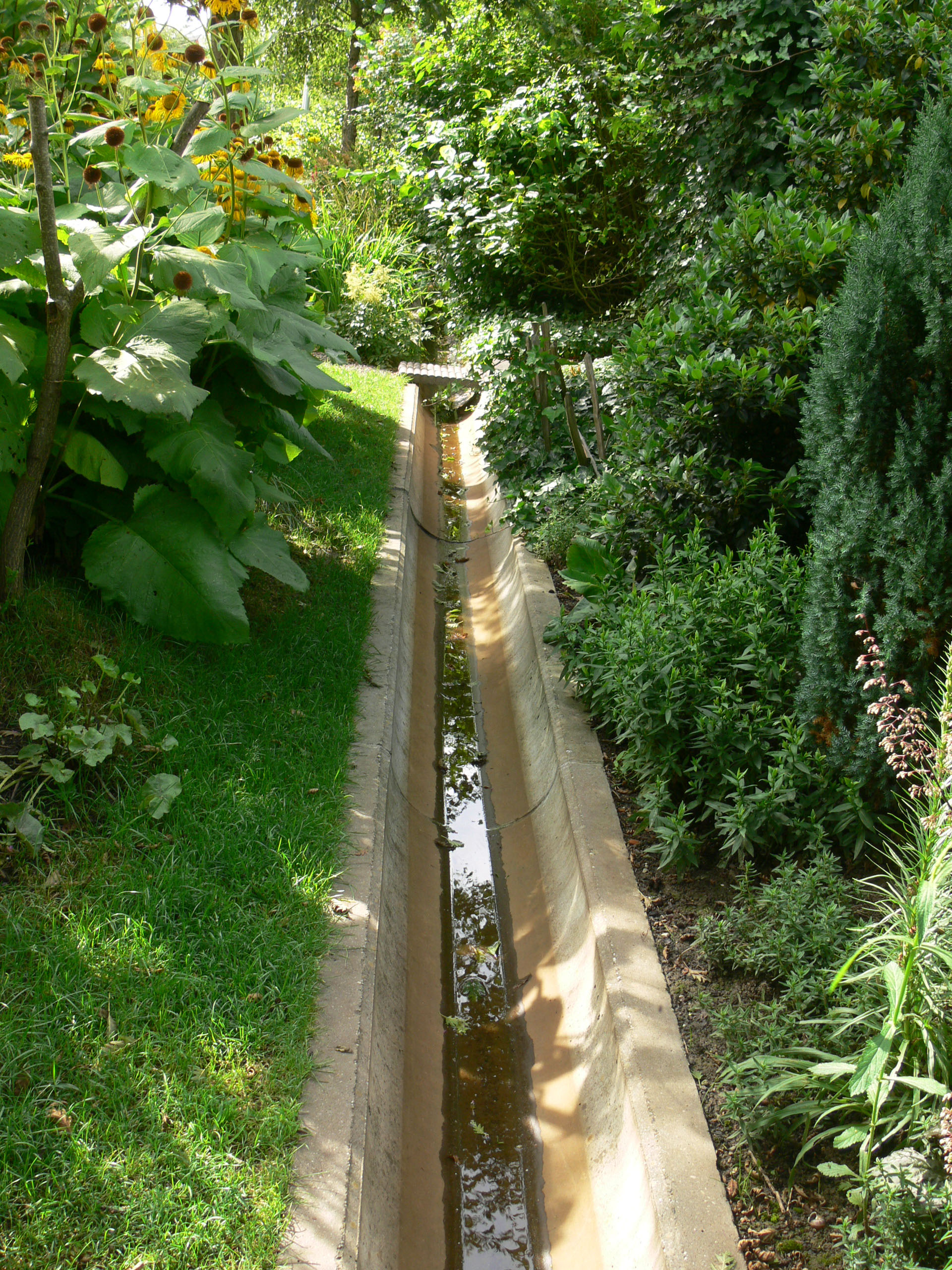
جمع‌کننده آب در توسعه مسکن EVA لنکسمیر در کولمبرگ، هلند

باغداری پایدار یا باغبانی پایدار (به انگلیسی: Sustainable gardening)، شامل محوطه‌های خاص پایدار، طراحی پایدار چشم‌انداز، محوطه سازی پایدار، و معماری پایدار محوطه است که منجر به ایجاد مکان پایدار می‌شود. آن شامل گروه متفاوتی از علایق باغبانی است که می‌تواند اهداف و مقاصد مرتبط با پست بین‌المللی (برنامه‌های توسعه پایدار و پایداری ارائه شده در دهه ۱۹۸۰ با در نظر گرفتن این واقعیت که انسان‌ها در حال حاضر از منابع بیوفیزیکی طبیعی سریع‌تر از توان تجدید طبیعت استفاده می‌کنند) را در خود داشته باشد
موارد گنجانده شده در این مفهوم شامل باغبان‌های خانگی، اعضای صنایع چشم‌انداز و مقامات شهری است که عوامل محیطی، اجتماعی و اقتصادی را برای ایجاد آینده‌ای پایدار ادغام می‌کنند.
باغبانی ارگانیک و استفاده از گیاهان بومی بخش جدایی ناپذیر باغبانی پایدار است.

## توسعه تاریخی

### مقالات اصلی
پس از استقرار کشاورزی پایدار در اوایل دهه ۱۹۸۰ و قبل از ظهور باغبانی پایدار (به عنوان باغبانی تولید پایدار)، انجمن بین‌المللی علوم باغبانی اولین همایش بین‌المللی در مورد توسعه پایدار در باغبانی را در کنگره بین‌المللی باغبانی در تورنتو در سال ۲۰۰۲ برگزار کرد. این همایش نتیجه‌گیری‌هایی … در مورد توسعه پایدار در باغبانی و اطلاعیه‌ای برای قرن ۲۱ ارائه نمود. اصول و اهداف مشخص شده در این کنفرانس در شرایط عملی‌تر در کنفرانس بعدی در سئول در سال ۲۰۰۶ مورد بحث قرارگرفت.
بسیاری از اصول و ایده‌های سازگار با محیط زیست حمایت شده توسط باغ‌ها، مناظر و مکان‌های پایدار، اقدامات پایدار را به عنوان واکنشی به کشاورزی صنعتی منابع فشرده دائمی نموده‌اند. این اقدامات به عنوان جنبش‌هایی برای خودکفایی و کشاورزی در مقیاس کوچک بر اساس رویکرد سیستم‌های جامع و اصول زیست‌محیطی تعیین شدند. آنچه که در این حوزه گنجانده می‌شود شامل پویایی زیستی، کشاورزی بدون شخم، کشت‌بوم‌شناسی، کشاورزی فوکوئوکا، باغبانی جنگلی، باغبانی ارگانیک و موارد دیگر است. در مقیاس بزرگتر، اخیراً (برنامه‌ریزی تمام مزرعه) [۵] [۶] در سال ۱۹۹۵ و کشاورزی بومی [۷] [۸] در سال ۲۰۰۰ و و انواع دیگری از سیستم‌های کشاورزی پایدار مطرح شده‌است. شاید پرنفوذترین مورد از این روش‌ها، کشاورزی پایدار است که توسط ۲ فرد استرالیایی بیل مولیسون و دیوید هولمگرین به صورت هم سیستم طراحی و هم فلسفه یا شیوه زندگی تعریف شد [۹]. کشاورزی پایدار شامل بسیاری از اصول و اقدامات ذکر شده در بالا است، اما پایه فلسفی گسترده را که تحت عنوان کشاورزی پایدار، اصول و مسیرهای فراتر از پایداری در سال ۲۰۰۲ نشان داده شد را در بر نمی‌گیرد [۹]. استفاده از اصول پایداری در حوزه باغبانی در حال حاضر به‌طور گسترده در تجارت و دانشگاه پذیرفته شده‌است.

## تعریف
اقدامات مکان‌های پایدار آمریکا [۱۰] ۱ رویکرد میان رشته‌ای استفاده شده توسط جامعه معماران محوطه آمریکا، مرکز وایلد فلاور لیدی برد جانسون، و باغ ایالات متحده برای ایجاد دستورالعمل‌های ملی داوطلبی و معیار عملکرد برای طراحی زمین پایدار و اقدامات ساخت و ساز و تعمیر و نگهداری است: آن در سال ۲۰۰۵ تأسیس‌شد. با استفاده از تعریف توسعه پایدار ارائه شده توسط گزارش براندتلند سازمان ملل متحد به عنوان ۱ مدل، آن پایداری را در حوزه ارجاع خود به صورت زیر تعریف می‌کند:
... اقدامات طراحی، ساخت، عملیات و تعمیر و نگهداری که پاسخگوی نیازهای زمان حال حاضر بدون به خطر انداختن توانایی نسل‌های آینده برای رفع نیازهای خود است با تلاش برای:
... محافظت، بازگرداندن و افزایش توانایی چشم‌انداز برای ارائه خدمات اکوسیستم که به نفع انسان و دیگر موجودات زنده است [۱۱].

## اصول و مفاهیم
مدیریت چرخه‌های جهانی بیوفیزیکی و خدمات اکوسیستم به نفع انسان، سایر موجودات و نسل‌های آینده در حال حاضر تبدیل به ۱ مسئولیت انسانی جهانی شده‌است [۱۲]. روش اعمال پایداری به باغ‌ها، محوطه‌ها و مکان‌ها هنوز تحت توسعه بوده و تا حدودی با توجه به موقعیت مورد نظر متغیر است. با این حال، تعدادی اصول و اقدامات پایه‌ای و مشترک بیولوژیکی و عملیاتی در ادبیات مکان‌های پایدار وجود دارد.

### اصول بیولوژیکی
مدیریت پایدار چشم‌اندازهای انسان ساخته، فرایندهای طبیعی حفظ زیست کره و اکوسیستم آن را شبیه‌سازی می‌کند. اولین و مهم‌ترین نکته، بهره‌برداری از انرژی خورشید و بازیابی مواد برای به حداقل رساندن فاضلاب و مصرف انرژی می‌باشد.
با مدیریت و وابستگی به اقتصاد طبیعی، تولید و مصرف کالاها و خدمات در (اقتصاد انسانی) در حال حاضر به‌طور قابل توجهی به صورت مضری به صورت چرخه‌های طبیعی بیوژئوشیمی (موارد قابل توجه در اینجا چرخه آب، چرخه کربن، و چرخه نیتروژن می‌باشد و اقدامات پایداری از خدمات اکوسیستم حداکثر پشتیبانی را انجام می‌دهند) تغییر کرده‌است [۱].

#### گیاهان بومی
استفاده از گیاهان بومی در باغ یا محوطه می‌تواند هم اکوسیستم‌های طبیعی را حفظ و حفاظت کند و هم میزان مراقبت و انرژی مورد نیاز برای حفظ چشم‌انداز یا باغ سالم را کاهش دهد. گیاهان بومی به آب و هوا و زمین محلی تطبیق یافته‌اند و اغلب نیاز کمتری به نگهداری نسبت به گونه‌های عجیب و غریب دارند. گیاهان بومی هم چنین از جمعیت بومی پرندگان، حشرات و سایر حیوانات پشتیبانی می‌کنند و در نتیجه جامعه سالمی از موجودات زنده ایجاد می‌شود [۲].
گیاهان باغ‌ها یا چشم‌اندازهای حفاظت شده اغلب می‌تونند منبع گیاهانی باشند که برای قلمه زنی به مناطق جدید دیگر انتقال بیابند. اجتناب از استفاده از گونه‌های مهاجم به جلوگیری از توسعه جمعیت‌های جدید این گیاهان کمک می‌کند. به همین نحو، استفاده از گونه‌های بومی می‌تواند منبع ارزشمند برای قلمه زنی این گیاهان در مناطق جدید فراهم کند.
برخی از گونه‌های غیر بومی می‌توانند دام زیست‌محیطی ایجاد کنند که در آن گونه‌های بومی در محیطی به دام انداخته بشوند که جذاب به نظر می‌رسد اما برایشان مناسب نیست.
با این حال، تحقیقات دانشگاه شفیلد بریتانیا به عنوان بخشی از پروژه BUGS (تنوع زیستی در باغ‌های شهری در شفیلد) [۶] نشان داده‌است که برای بسیاری از بی مهرگان (تشکیل دهنده بخش اکثریت حیوانات وحشی اکثر باغات) فقط گیاهان بومی مناسب است. این یافته‌ها به شکل محبوبی در کتاب کن تامپسون (نباید هیچ آسیبی برسد: حقیقت در مورد باغبانی حیات وحش) منتشر شد [۷]. او بر رویکردی تأکید کرد که کریس بینز در (چگونه باغ وحش ایجاد کنیم) حمایت کرده بود [۸].

### اصول عملیاتی
افزایش خدمات اکوسیستم در طول چرخه عمر هر مکانی با ارائه معیارهای روشن طراحی، ساخت و ساز، (عملیات) و مدیریت تشویق می‌شود [۱۰]. پایداری در دراز مدت نیاز به در نظر گرفتن تقاضاهای محیطی، اجتماعی و اقتصادی دارد تا عدالت بین نسلی با ارائه سیستم‌های پایدار احیاکننده ایجاد بشود. دستورالعمل‌های عملیاتی مرتبط با و تکمیل‌کننده دستورالعمل‌های موجود برای محیط ساخته شده (مکمل دستورالعمل‌های موجود چشم‌انداز و ساخت و ساز سبز هستند) [۱۰] و محیط وسیعتر هستند و شامل معیارهایی (معیارها، ممیزی‌ها، ضوابط، شاخص‌ها و غیره) می‌باشند که میزان پایداری (سیستم امتیازدهی) را با مشخص کردن آنچه پایدار است یا نیست یا به احتمال بیشتر، چه چیزی کم یا زیاد پایدار است، به‌دست می‌دهد.

#### مقیاس
اثرات ۱ مکان را می‌توان در هر مقیاس یا موقعیت زمانی-مکانی ارزیابی یا اندازه‌گیری نمود.

#### تأثیر مستقیم و غیر مستقیم محیطی
تأثیر ۱ مکان می‌تواند مستقیم (با داشتن اثرات قابل اندازه‌گیری مستقیم بر تنوع زیستی و محیطی در خود مکان) یا غیرمستقیم (زمانی که اثرات دور از مکان رخ می‌دهد) باشد.

### اصول مکان
کمپوست هیپ در باغ سلطنتی گیاهی، کیو
در ادامه برخی از اصول مکان برای باغبانی پایدار ارائه شده‌است [۱۰]:
- آسیب نرساندن
- استفاده از اصول احتیاطی
- طراحی طبق طبیعت و فرهنگ
- استفاده از سلسله مراتب تصمیم‌گیری حفظ، حفاظت و بازسازی
- ارائه سیستم‌های احیاکننده به عنوان عدالت بین نسلی
- حمایت از روند زندگی
- استفاده از رویکرد تفکر سیستمی
- استفاده از رویکرد مشارکتی و اخلاقی
- حفظ تمامیت در رهبری و پژوهش
- حفاظت از محیط زیست
- سنجش پایداری مکان.

یکی از ویژگی‌های عمده که رویکرد باغ، چشم‌انداز و مکان‌های پایدار را از دیگر مفاهیم مشابه متمایز می‌کند، کمی سازی پایداری مکان با ایجاد معیار عملکرد است. از آنجا که پایداری مفهوم گسترده و فراگیری است، اثرات زیست‌محیطی مکان‌ها را می‌توان به روش‌های متعدد بسته به هدف جمع‌آوری اعداد طبقه‌بندی نمود. این پروسه می‌تواند شامل به حداقل رساندن اثرات منفی زیست‌محیطی و به حداکثر رساندن اثرات مثبت باشد. در حال حاضر، محیط زیست معمولاً به عوامل اجتماعی و اقتصادی اولویت قائل است و می‌توان آن‌ها را به عنوان بخش اجتناب ناپذیر و جدایی ناپذیر فرایند مدیریت در نظر گرفت. باغبان خانه احتمالاً از معیارهای ساده‌تری به نسبت محوطه ساز یا بوم‌شناس حرفه‌ای استفاده می‌کند.
۳ روش برای اندازه‌گیری پایداری مکان شامل BREEAM توسعه یافته توسط سازمان BRE در انگلستان، LEED توسعه یافته در آمریکا و شاخص پایداری آکسفورد ۳۶۰ مورد استفاده در پارک آکسفورد و توسعه یافته توسط گروه پایدار آکسفورد در اسکاندیناوی است.

## اقدامات مکان‌های پایدار
پیشنهادهایی برای صنعت چشم‌انداز آمریکایی فراهم نموده‌است. استانداردها و دستورالعمل‌های اتخاذ شده منجر به ایجاد ۱ استاندارد یکنواخت ملی که در حال حاضر وجود ندارد، خواهد شد. مکان‌های پایدار در حال حاضر در مرحله برنامه آزمایشی بوده و به‌طور رسمی اولین سیستم امتیازدهی خود را تا ۲۰۱۳ معرفی خواهد کرد [۱۴]. شورای ساختمان سبز ایالات متحده از این پروژه حمایت می‌کند و در نظر دارد معیارهای مکان پایدار را در نسخه‌های آینده رهبری سیستم امتیازدهی ساخت و ساز سبز طراحی محیطی و انرژی بگنجاند. مکان‌ها با توجه به تأثیرشان بر خدمات اکوسیستم امتیازدهی می‌شوند [۱۰]. خدمات اکوسیستم زیر توسط گروه مطالعه مشخص شده‌است:
- مقررات آب و هوای محلی
- پاکسازی آب و هوا
- مقررات و تأمین آب
- کنترل فرسایش و رسوب
- کاهش خطر
- گرده افشانی
- اقدامات زیستگاه
- تجزیه زباله و دفعان
- مقررات جهانی آب و هوا
- مزایای رفاه و سلامت انسان
- مواد غذایی و محصولات تجدید پذیر غیر غذایی
- مزایای فرهنگی

ورودی خروجی
سوخت فسیلی انرژی و آب
استفاده از انرژی و آب غذا
کمپوست زباله سبز
مالچ اکولوژی و تنوع زیستی
اکولوژی و تنوع زیستی مواد شیمیایی
کود مواد قدیمی سخت چشم‌انداز سخت
مواد سخت چشم‌انداز تجهیزات قدیمی
تجهیزات محصولات قدیمی
محصولات

### محدودیت‌ها
هر نوع حسابرسی یا تعیین معیار به انتخاب و تعیین اهمیت معیارهای انتخاب شده، عمق و جزئیات تحلیل مورد نیاز، هدف جمع‌آوری آمار و شرایط زیست‌محیطی آن مکان خاص بستگی دارد.